# 卡納迪安鎮區 (阿肯色州密西西比縣)
卡納迪安鎮區（英語：Canadian Township）是位於美國阿肯色州密西西比縣的一個行政鎮區。

## 地方資料
卡納迪安鎮區的面積為159.04平方千米，當中陸地面積為140.57平方千米，而水域面積為18.57平方千米。根據2010年美國人口普查的數據，當地共有人口483人，而人口密度為每平方千米3.04人。